# Liste der Stolpersteine in der Provinz Reggio Emilia

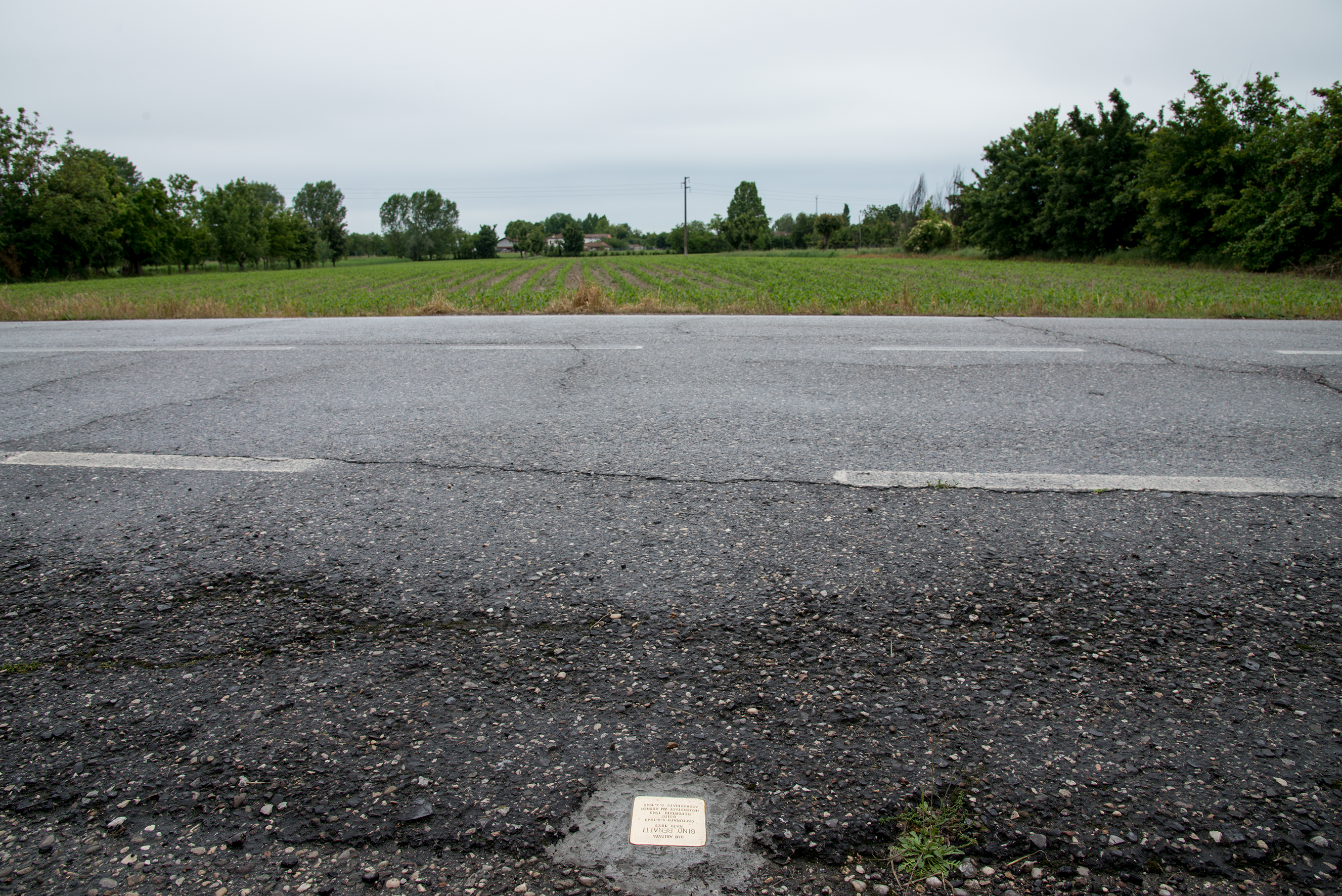
Stolperstein für Gino Benatti in Guastalla, 2017

Die Liste der Stolpersteine in der Provinz Reggio nell’Emilia enthält die Stolpersteine in der italienischen Provinz Reggio Emilia, die an das Schicksal der Menschen aus dieser Region erinnern, die von Nationalsozialisten ermordet, deportiert, vertrieben oder in den Suizid getrieben worden sind. Die Stolpersteine wurden von Gunter Demnig verlegt. Sie werden im Regelfall vor dem letzten selbstgewählten Wohnort des Opfers verlegt. Ihre Bezeichnung lautet auf Italienisch: Pietre d’inciampo.

## Überblick
Die Stolpersteine in Reggio nell’Emilia sind Menschen jüdischer Herkunft gewidmet, die entweder vom NS-Regime in Vernichtungslager deportiert und ermordet wurden oder in ihrem Versteck ums Leben kamen. Der einzige Überlebende, Giorgio Melli, dessen Eltern beide vom NS-Regime ermordet worden waren, starb 57-jährig in Umnachtung in einem Pflegeheim. An der Synagoge in der Via Aquila 3A von Reggio nell’Emilia hängen rechts und links des Eingangs zwei Tafeln, eine davon ist den zehn Deportierten und Ermordeten gewidmet.
Die Stolpersteine von Castelnovo ne’ Monti sind Kommunisten gewidmet, die im Rahmen von NS-Razzien am 8. Oktober 1944 verhaftet, verschleppt und noch vor dem Zusammenbruch des Hitler-Regimes im März und April 1945 ermordet wurden.
Die Stolpersteine von Cadelbosco di Sopra und Guastalla erinnern an Soldaten der italienischen Armee, die sich nach dem Waffenstillstand von Cassibile weigerten, dem NS-Regime zu dienen, nach Deutschland deportiert wurden und dort als Militärinternierte zur Zwangsarbeit eingesetzt wurden. Eine Vielzahl starb an den Folgen der grausamen Behandlung.

## Listen der Stolpersteine
Die Tabellen sind teilweise sortierbar; die Grundsortierung erfolgt alphabetisch nach dem Familiennamen.

### Bagnolo in Piano
In Bagnolo in Piano wurden sechs Stolpersteine an sechs Adressen verlegt.
| Stolperstein | Übersetzung | Verlegeort                              | Name, Leben                 |
| ------------ | --- | --------------------------------------- | --------------------------- |
|              | HIER WOHNTE COMBES BIAGINI GEBOREN 1920 FESTGENOMMEN 9.9.1943 BOZEN DEPORTIERT 1943 ERMORDET 15.4.1944 STALAG XVII A KAISERSTEINBRUCH                 | Via Beviera, 28 Pieve Rossa             | Combes Biagini (1920–1944)  |
|              | HIER WOHNTE ANGELO DIACCI GEBOREN 1910 GEFANGEN GENOMMEN 9.9.1943 JUGOSLAWIEN INTERNIERT 1943 STALAG VI B HEMER ERMORDET 16.9.1944                    | Via Verdi, 10 Bagnolo in Piano          | Angelo Diacci (1910–1944)   |
|              | HIER WOHNTE VASCO LUSETTI GEBOREN 1921 FESTGENOMMEN 8.9.1943 MESTRE INTERNIERT 1943 19. AMERIKANISCHES KRANKENHAUS NANCY TOT 11.5.1945                | Via Martiri di Bagnolo Bagnolo in Piano | Vasco Lusetti (1921–1945)   |
|              | HIER WOHNTE NATALE MEZZADRI GEBOREN 1902 FESTGENOMMEN 9.9.1943 MESTRE INTERNIERT 1943 STALAG VI D DORTMUND ERMORDET 10.10.1944                        | Via Roma, 11 Bagnolo in Piano           | Natale Mezzadri (1902–1944) |
|              | HIER WOHNTE CESARE SACCANI GEBOREN 1912 FESTGENOMMEN 8.9.1943 MONTENEGRO INTERNIERT 1943 STALAG IV C BYSTRICE STALAG IV B ZEITHAIN ERMORDET 29.5.1944 | Via Beviera, 44 Bagnolo in Piano        | Cesare Saccani (1912–1944)  |
|              | HIER WOHNTE PACE TAMAGNINI GEBOREN 1915 GEFANGEN GENOMMEN 12.9.1943 ALBANIEN INTERNIERT 1943 STALAG 352 MINSK ERMORDET 2.4.1944                       | Via Gramsci, 10 Bagnolo in Piano        | Pace Tamagnini (1915–1944)  |

### Baiso
In Baiso wurden vier Stolpersteine an vier Adressen verlegt.
| Stolperstein | Übersetzung | Verlegeort                        | Name, Leben                         |
| ------------ | --- | --------------------------------- | ----------------------------------- |
|              | HIER WOHNTE DOMENICO BENVENUTI GEBOREN 1899 GEFANGEN GENOMMEN AUGUST 1944 INTERNIERT IN FOSSOLI DEPORTIERT 1944 KAHLA ERMORDET 15.12.1944 | Via Montecasale, 18 Baiso         | Domenico Benvenuti (1899–1944)      |
|              | HIER WOHNTE LORENZO CALUZZI GEBOREN 1924 GEFANGEN GENOMMEN 15.8.1944 LEVIZZANO DI BAISO DEPORTIERT KAHLA ERMORDET 19.1.1945               | Via Borgo di Levizzano, 1 Baiso   | Lorenzo Caluzzi (1924–1945)         |
|              | HIER WOHNTE GINO GESTONI GEBOREN 1905 GEFANGEN GENOMMEN AUGUST 1944 INTERNIERT IN FOSSOLI DEPORTIERT 1944 KAHLA ERMORDET 20.12.1944       | Località Casale, 46 Baiso         | Gino Gestoni (1905–1944)            |
|              | HIER WOHNTE ARRIGO LODOVICO TONELLI GEBOREN 1896 GEFANGEN GENOMMEN 30.7.1944 PONTEDOLO DI BAISO DEPORTIERT 1944 KAHLA ERMORDET 15.2.1945  | Via Gavia 6, località Gavia Baiso | Arrigo Lodovico Tonelli (1896–1945) |

### Bibbiano
In Bibbiano wurden vier Stolpersteine an drei Adressen verlegt.
| Stolperstein | Übersetzung | Verlegeort                          | Name, Leben                 |
| ------------ | --- | ----------------------------------- | --------------------------- |
|              | HIER WOHNTE ERIO FERRARI JG. 1921 GEFANGEN GENOMMEN 9.9.1943 BOZEN INTERNIERT 1943 FALLINGBOSTEL ARBEITSKOMMANDO HILDESHEIM GESTORBEN 14.8.1945 HELMSTEDT | Via Fratelli Corradini, 15 Bibbiano | Erio Ferrari (1921–1945)    |
|              | HIER WOHNTE WALTER FERRARI JG. 1923 GEFANGEN GENOMMEN 9.9.1943 BOLOGNA INTERNIERT 1943 FALLINGBOSTEL ARBEITSKOMMANDO WOLFENBÜTTEL                         | Via Fratelli Corradini, 15 Bibbiano | Walter Ferrari (1923–)      |
|              | HIER WOHNTE EZIO FERRARINI JG. 1923 GEFANGEN GENOMMEN 8.9.1943 INTERNIERT 1943 STALAG XIII D NÜRNBERG ERMORDET 30.8.1944 RUTH SCHWABACH                   | Via Sauro, 15 Bibbiano              | Ezio Ferrarini (1923–1944)  |
|              | HIER WOHNTE PIERO GIAVARINI JG. 1923 GEFANGEN GENOMMEN 13.9.1943 ROMA DEPORTIERT 1943 STALAG XI C BERGEN-BELSEN ERMORDET                                  | Via Venturi, 40 Bibbiano            | Piero Giavarini (1923–1944) |

### Cadelbosco di Sopra
In Cadelbosco di Sopra wurden zwei Stolpersteine an zwei Adressen verlegt.
| Stolperstein | Übersetzung | Verlegeort                                              | Name, Leben |
| ------------ | --- | ------------------------------------------------------- | --- |
|              | HIER WOHNTE ALLENIN BARBIERI GEBOREN 1919 GEFANGEN GENOMMEN 8.9.1943 DEPORTIERT 1943 TREUENBRIETZEN ERMORDET 23.4.1945                              | Piazza della pace John Lennon 8 · Cadelbosco di Sopra · | Allenin Barbieri war Sozialist, italienischer Soldat und italienischer Militärinternierter. Er wurde nach dem Kriegsaustritt Italiens im Jahre 1943 nach Deutschland deportiert und musste in einer Rüstungsfabrik nahe Treuenbrietzen Zwangsarbeit leisten. Er zählt zu den 127 italienischen Soldaten, die in einer Kiesgrube in Treuenbrietzen zusammengetrieben und dort am 23. April 1945 erschossen wurden. Er wurde auf dem Waldfriedhof von Berlin-Zehlendorf bestattet. |
|              | HIER WOHNTE AVANTI PERGETTI JG. 1912 VERHAFTET 26.2.1944 EINGESPERRT REGGIO EMILIA INTERNIERT FOSSOLI DEPORTIERT 1944 MAUTHAUSEN ERMORDET 29.3.1945 | Via Miselli, 105 Sesso                                  | Avantino Pergetti (1912–1945) |

### Casalgrande
In Casalgrande wurde ein Stolperstein verlegt.
| Stolperstein | Übersetzung                                                                                                 | Verlegeort                       | Name, Leben                   |
| ------------ | --- | -------------------------------- | ----------------------------- |
|              | HIER WOHNTE DANNUNZIO FERIOLI GEBOREN 1922 GEFANGEN GENOMMEN 9.9.1943 KRETA SOUDA-BUCHT ERMORDET 19.10.1943 | Via Rio Rocca, 7 · Casalgrande · | Dannunzio Ferioli (1922–1943) |

### Casina
In Casina wurden zwei Stolpersteine an zwei Adressen verlegt.
| Stolperstein | Übersetzung                                                                                                 | Verlegeort                    | Name, Leben                 |
| ------------ | --- | ----------------------------- | --------------------------- |
|              | HIER WOHNTE VADO COMI GEBOREN 1925 GEFANGEN GENOMMEN 2.8.1944 DEPORTIERT 1944 KAHLA ERMORDET 10.1.1945      | Via Migliara, 10/1 · Casina · | Vado Comi (1925–1945)       |
|              | HIER WOHNTE CESARE ZANNETTI GEBOREN 1907 GEFANGEN GENOMMEN 2.8.1944 DEPORTIERT 1944 KAHLA ERMORDET 6.2.1945 | Via Migliara, 3 · Casina ·    | Cesare Zannetti (1907–1945) |

### Castelnovo ne’ Monti
In Castelnovo ne’ Monti wurden bisher neun Stolpersteine an sieben Adressen verlegt.
| Stolperstein | Übersetzung | Verlegeort                                    | Name, Leben |
| ------------ | --- | --------------------------------------------- | --- |
|              | HIER WOHNTE INELLO BEZZI GEBOREN 1902 GEFANGEN GENOMMEN 8.10.1944 CASA DEL FASCIO INTERNIERT IM LAGER FOSSOLI DEPORTIERT 1944 KAHLA ERMORDET 14.3.1945                    | Via Umberto Monti, 9 · Castelnovo ne’ Monti · | Inello Bezzi, geboren 1902, war Kommunist und expliziter Gegner von Faschismus und Nationalsozialismus. Er wurde im Rahmen einer groß angelegten Razzia des NS-Regimes im Appennin am 8. Oktober 1944 festgenommen, ins Durchgangslager Fossoli verbracht und von dort nach Kahla in Thüringen deportiert. In den Jahren 1944 und 1945 wurde in der Umgebung von Kahla eines der unterirdischen Rüstungsprojekte der REIMAHG realisiert. 15.000 Zwangsarbeiter wurden für dieses Projekt aus ihren Heimatländern nach Deutschland verschleppt, um den Strahljäger Messerschmitt Me 262 in Serie zu bauen. Die unmenschlichen Arbeitsbedingungen und die Arbeitstreiberei führten zu 2.800 bis 6.000 Opfern der REIMAHG, die meisten von ihnen Italiener. Inello Bezzi wurde am 14. März 1945 ermordet. |
|              | HIER WOHNTE ROBERTO CARLINI GEBOREN 1910 GEFANGEN GENOMMEN 6.10.1944 CASA DEL FASCIO INTERNIERT IM LAGER FOSSOLI DEPORTIERT 1944 KAHLA ERMORDET 17.3.1945                 | Gombio, Via Pian del Lago, 17                 | Roberto Carlini starb am 16. März 1944 im Alter von 33 Jahren als Zwangsarbeiter im Reimahg-Rüstungswerk bei Kahla. |
|              | HIER WOHNTE ANSELMO GUIDI GEBOREN 1898 GEFANGEN GENOMMEN 8.10.1944 CASA DEL FASCIO INTERNIERT IM LAGER FOSSOLI DEPORTIERT 1944 KAHLA ERMORDET 26.3.1945                   | Isolato Maestà, 3 Castelnovo ne’ Monti        | Anselmo Guidi starb am 26. März 1945 im Alter von 17 Jahren als Zwangsarbeiter im Reimahg-Rüstungswerk bei Kahla. |
|              | HIER WOHNTE RENATO EGIDIO GUIDI GEBOREN 1927 GEFANGEN GENOMMEN 8.10.1944 CASA DEL FASCIO INTERNIERT IM LAGER FOSSOLI DEPORTIERT 1944 KAHLA ERMORDET 6.3.1945              | Isolato Maestà, 3 Castelnovo ne’ Monti        | Renato Guidi starb am 19. März 1945 im Alter von 46 Jahren als Zwangsarbeiter im Reimahg-Rüstungswerk bei Kahla. |
|              | HIER WOHNTE DINO PERETTI GEBOREN 1922 GEFANGEN GENOMMEN 9.9.1943 PIEDICOLLE DEPORTIERT 1943 KASSEL TOT 19.4.1944                                                          | Fariolo, Via Pian del Pre, 26                 | Dino Peretti (1922–1944) |
|              | HIER WOHNTE PIERINO RUFFINI GEBOREN 1901 GEFANGEN GENOMMEN 8.10.1944 CASA DEL FASCIO INTERNIERT IM LAGER FOSSOLI DEPORTIERT 1944 KAHLA ERMORDET 27.2.1945                 | Isolato Maestà, 3 Castelnovo ne’ Monti        | Pierino Ruffini starb am 19. Februar 1945 im Alter von 43 Jahren als Zwangsarbeiter im Reimahg-Rüstungswerk bei Kahla. |
|              | HIER WOHNTE UGOLINO SIMONAZZI GEBOREN 1901 GEFANGEN GENOMMEN 8.10.1944 CASA DEL FASCIO INTERNIERT IM LAGER FOSSOLI DEPORTIERT 1944 BRANDENBURG 7 HAVEL ERMORDET 13.3.1945 | Via Roma, 80 · Castelnovo ne’ Monti ·         | Ugolino Simonazzi, geboren 1901, war Kommunist und expliziter Gegner von Faschismus und Nationalsozialismus. Er wurde im Rahmen einer groß angelegten Razzia des NS-Regimes im Appennin am 8. Oktober 1944 festgenommen, ins Durchgangslager Fossoli verbracht und danach ins Zuchthaus Brandenburg-Görden. Dort wurde er am 13. März 1945 ermordet. |
|              | HIER WOHNTE FRANCESCO TOSCHI GEBOREN 1902 GEFANGEN GENOMMEN 8.10.1944 CASA DEL FASCIO INTERNIERT IM LAGER FOSSOLI DEPORTIERT 1944 KAHLA ERMORDET 30.3.1945                | Via I° Maggio, 2 · Castelnovo ne’ Monti ·     | Francesco Toschi, geboren 1902, war Kommunist und expliziter Gegner von Faschismus und Nationalsozialismus. Er wurde im Rahmen der Razzia des NS-Regimes im Appennin am 8. Oktober 1944 festgenommen, ins Durchgangslager Fossoli verbracht und von dort nach Kahla in Thüringen deportiert. Er musste – so wie weitere 15.000 Deportierte aus verschiedenen Ländern – Zwangsarbeit unter unmenschlichen Arbeitsbedingungen für die deutsche Rüstungsindustrie leisten. Francesco Toschi wurde am 30. März 1945 ermordet. |
|              | HIER WOHNTE ERMETE ZUCCOLINI GEBOREN 1909 GEFANGEN GENOMMEN 8.10.1944 CASA DEL FASCIO INTERNIERT IM LAGER FOSSOLI DEPORTIERT 1944 KAHLA ERMORDET 1.4.1945                 | Vicolo Costole · Castelnovo ne’ Monti ·       | Ermete Zuccolini, geboren 1909, war Kommunist und expliziter Gegner von Faschismus und Nationalsozialismus. Er wurde im Rahmen der Razzia des NS-Regimes im Appennin am 8. Oktober 1944 festgenommen, ins Durchgangslager Fossoli verbracht und von dort nach Kahla in Thüringen deportiert. Er musste – so wie weitere 15.000 Deportierte aus verschiedenen Ländern – Zwangsarbeit unter unmenschlichen Arbeitsbedingungen für die deutsche Rüstungsindustrie leisten. Ermete Zuccolini wurde am 1. April 1945 ermordet. |

### Cavriago
In Cavriago wurden fünf Stolpersteine an fünf Adressen verlegt.
| Stolperstein | Übersetzung | Verlegeort                             | Name, Leben                         |
| ------------ | --- | -------------------------------------- | ----------------------------------- |
|              | HIER WOHNTE GIOVANNI BERNUZZI GEBOREN 1922 GEFANGEN GENOMMEN 1943 DEPORTIERT 1943 FALLINGBOSTEL ERMORDET 22.3.1944 OERBKE    | Via Quercioli, 7 · Cavriago ·          | Giovanni Bernuzzi (1922–1944)       |
|              | HIER WOHNTE MARIO GUALERZI GEBOREN 1912 GEFANGEN GENOMMEN 1943 DEPORTIERT 1943 DINSLAKEN ERMORDET 26.2.1945                  | Via Roncaglio, 21 · Cavriago ·         | Mario Vincenzo Gualerzi (1912–1945) |
|              | HIER WOHNTE VITTORIO MARIANI GEBOREN 1921 GEFANGEN GENOMMEN 1943 DEPORTIERT 1943 BYDGOSZCZ GESTORBEN AN DEN FOLGEN 20.8.1945 | Via Campofiori, 6 · Cavriago ·         | Vittorio Mariani (1921–1945)        |
|              | HIER WOHNTE UMBERTO MONTANARI GEBOREN 1896 GEFANGEN GENOMMEN 1943 DEPORTIERT 1943 SIEGEN ERMORDET 9.3.1945                   | Piazza Mazzini, 1 · Cavriago ·         | Umberto Montanari (1896–1945)       |
|              | HIER WOHNTE ENEA POZZI GEBOREN 1916 GEFANGEN GENOMMEN 1943 ROM DEPORTIERT 1943 NORDHAUSEN ERMORDET 7.1.1944                  | Piazzaletto Garibaldi, 11 · Cavriago · | Enea Pozzi (1916–1944)              |

### Correggio
In Correggio wurden sechs Stolpersteine an fünf Adressen verlegt.
| Stolperstein | Übersetzung | Verlegeort                           | Name, Leben |
| ------------ | --- | ------------------------------------ | --- |
|              | HIER WOHNTE ROBERTO BORCIANI GEBOREN 1891 VERHAFTET 9.3.1944 EINGESPERRT REGGIO EMILIA, PARMA INTERNIERT FOSSOLI DEPORTIERT 1944 MAUTHAUSEN-HINTERBRÜHL ERMORDET 26.2.1945 | Via Centododici, 3 · Correggio ·     | Roberto Borciani (1891–1945) |
|              | HIER WOHNTE LUCIA FINZI GEBOREN 1894 VERHAFTET 8.12.1943 GEFÄNGNIS REGGIO EMILIA INTERNIERT LAGER FOSSOLI DEPORTIERT 1944 AUSCHWITZ ERMORDET 26.2.1944                     | Piazza di San Quirino 4b ·           | Lucia Finzi wurde am 14. Dezember 1894 als Tochter von Fanny und Raffaele Finzi geboren. Als die Nationalsozialisten 1943 die Herrschaft über weite Teile Italiens arrogierten, waren ihre Eltern und ihre Schwester bereits verstorben. Ihr Bruder flüchtete und Lucia Finzi war alleine. Sie konnte sich eine Weile lang verstecken, kehrte jedoch in ihre Heimatstadt zurück, wurde am 8. Dezember 1943 von der SS verhaftet und zuerst ins Gefängnis von Reggio nell’Emilia, dann ins Durchgangslager Fossoli verbracht. Die Wohnung wurde von den Deutschen beschlagnahmt. Sie wurde mit demselben Transport, in dem sich auch der junge Primo Levi befand, ins KZ Auschwitz-Birkenau deportiert. Sie hat den Holocaust nicht überlebt. Im Januar 2014 wurde im Museo Il Correggio die Ausstellung „In Absentia“ gezeigt, welche dem Gedenken an Lucia Finzi und anderer jüdischer Opfer aus der Region gewidmet war. |
|              | HIER WOHNTE GUERRINO GUERRIERI GEBOREN 1904 VERHAFTET 18.4.1939 EINGESPERRT PORTO LONGONE INTERNIERT FOSSOLI DEPORTIERT 1944 MAUTHAUSEN-GUSEN ERMORDET 26.12.1944          | Via Carletti, 50 · Correggio ·       | Guerrino Guerrieri (1905–1944) |
|              | HIER WOHNTE CLAUDIO SINIGAGLIA GEBOREN 1895 VERFOLGT ITALIENISCHE RASSENGESETZE 1938 VERSTECKTE SICH IN SASSUOLO 1943 MEDIZINISCHER HILFE BERAUBT STARB AM 24.12.1944      | Via Mandrio (Ecke Via San Martino) · | Claudio Sinigaglia wurde am 3. Dezember 1895 in San Martino in Rio geboren. Er hatte zumindest drei Geschwister: Guglielmo (1881–1950), der Arzt wurde, Lucia und Gilda (1897–1945). Er diente im Ersten Weltkrieg, wurde verletzt und für seine Tapferkeit ausgezeichnet. Nach dem Studium der Rechtswissenschaften praktizierte er als Rechtsanwalt in Bologna. Nach der Machtergreifung des NS-Regimes in Italien wurde die Villa der Familie in Correggio beschlagnahmt und Claudio Sinigaglia musste sich verstecken. Er litt an Diabetes und war auf Insulin angewiesen. Obwohl sich seine Schwester Gilda um seine Versorgung kümmerte, ging ihm das Insulin aus. Er fiel in ein diabetisches Koma und verstarb am Weihnachtsabend 1944 in seinem Versteck in San Michele dei Mucchietti. |
|              | HIER WOHNTE GILDA SINIGAGLIA GEBOREN 1897 VERFOLGT ITALIENISCHE RASSENGESETZE 1938 VERSTECKTE SICH IN SASSUOLO 1943 MEDIZINISCHER HILFE BERAUBT STARB AM 2.4.1945          | Via Mandrio (Ecke Via San Martino) · | Gilda Sinigaglia wurde 1897 geboren. Sie entstammte einer traditions- und einflussreichen Familie aus Correggio, die nach der Vereinigung Italiens auch am politischen Leben teilnahm. Ihr älterer Bruder Guglielmo (1881–1950) wurde Arzt, ihr jüngerer Bruder Claudio (1895–1945) Rechtsanwalt. Außerdem hatte sie eine Schwester Lucia, über die nichts bekannt ist. Ab 1938 litt auch sie unter den Rassengesetzen des Mussolini-Regimes, ab 1943, nach der Machtergreifung des NS-Regimes in Italien, musste sie, wie auch ihre Geschwister, um ihr Leben fürchten. Die Villa der Familie wurde von den Deutschen beschlagnahmt, ihr Bruder Claudio versteckte sich in San Michele dei Mucchietti und sie versuchte, ihn mit Nahrungsmitteln und Insulin zu versorgen. Ihr Bruder verstarb am Weihnachtsabend 1944. Gilda Sinigaglia hatte sich auf einer Versorgungsfahrt eine Lungenentzündung zugezogen, die aufgrund des nationalsozialistischen Verfolgungsdrucks nicht ärztlich behandelt werden konnte. Sie starb am 2. April 1945 in ihrem Versteck. |
|              | HIER WOHNTE IDIMO VECCHI GEBOREN 1918 VERHAFTET 21.2.1944 EINGESPERRT REGGIO EMILIA INTERNIERT FOSSOLI DEPORTIERT 1944 MAUTHAUSEN-GUSEN ERMORDET APRIL 1945                | Via Carpi Vecchia, 6 · Correggio ·   | Idimo Vecchi (1918–1945) |

### Gualtieri
In Gualtieri wurden vier Stolpersteine an vier Stellen verlegt.
| Stolperstein | Übersetzung | Verlegeort                                        | Name, Leben                      |
| ------------ | --- | ------------------------------------------------- | -------------------------------- |
|              | HIER WOHNTE ZIBER ARTONI GEBOREN 1912 GEFANGEN GENOMMEN 9.9.1943 TRIPOLI GRIECHENLAND INTERNIERT 1943 STALAG XII F FORBACH STALAG XII D TRIER ERMORDET 13.11.1943 | Via Pieve, 66 località Pieve Saliceto, Gualtieri  | Ziber Artoni (1912–1943)         |
|              | HIER WOHNTE ARSIERO GUATTERI GEBOREN 1920 GEFANGEN GENOMMEN 9.9.1943 DEPORTIERT 1943 HAMBURG GESTORBEN 8.10.1944 OTTERNDORF                                       | Via Ponte Portine 28/24 Santa Vittoria, Gualtieri | Arsiero Guatteri (1920–1944)     |
|              | HIER WOHNTE GIANNETTO LAMBRUSCHI GEBOREN 1923 GEFANGEN GENOMMEN 11.9.1943 GRIECHENLAND INTERNIERT 1943 STALAG IV B MÜHLBERG ERMORDET 27.6.1944 ZEITHAIN           | Via Magnano, 4 Santa Vittoria, Gualtieri          | Giannetto Lambruschi (1923–1944) |
|              | HIER WOHNTE ARNALDO SARTI GEBOREN 1908 GEFANGEN GENOMMEN 9.9.1943 PATRAS INTERNIERT 1943 STALAG XII F FORBACH KLEINROSSELN ERMORDET 8.4.1944                      | Via Prati, 10 Gualtieri                           | Arnaldo Sarti (1908–1944)        |

### Guastalla
In Guastalla wurden neun Stolpersteine an acht Adressen verlegt.
| Stolperstein | Übersetzung | Verlegeort                           | Name, Leben |
| ------------ | --- | ------------------------------------ | --- |
|              | HIER WOHNTE GINO BENATTI GEBOREN 1923 GEFANGEN GENOMMEN 9.9.1943 DEPORTIERT 1943 NEUENSTADT AM KOCHER ERMORDET 8.4.1945                                 | Via Portamurata, 46 Guastalla        | Gino Benatti wurde 1923 geboren. Er war Fahrer, wurde am 9. September 1943 in Goito verhaftet und verstarb am 8. April 1945 im Alter von 22 Jahren in einem Gefangenenlager in Neuenstadt am Kocher. In der Nähe des Lagers lebte eine deutsche Familie, die den Insassen immer wieder Essen brachte und die sich nach Benattis Tod auch um seine Grabstätte kümmerte.                                  |
|              | HIER WOHNTE GILDO CANI GEBOREN 1923 VERHAFTET 9.9.1943 RODI DEPORTIERT 1943 GRILLENBERG, BERNDORF ERMORDET 1.4.1945                                     | Via Martiri di Belfiore 25 Guastalla | Gildo Cani (1923–1945) |
|              | HIER WOHNTE IVO CARRA GEBOREN 1922 GEFANGEN GENOMMEN 9.9.1943 DEPORTIERT 1943 LIPSIA ERMORDET 14.3.1944                                                 | Via Cavallo, 9 Guastalla             | Ivo Carra wurde 1922 geboren. Er wurde nach dem Waffenstillstand von Cassibile am 9. September 1943 vom NS-Regime in Triest verhaftet und danach nach Deutschland deportiert. Er wurde am 14. März 1944 in Leipzig getötet. |
|              | HIER WOHNTE ALFONSO CATTANIA GEBOREN 1919 VERHAFTET 8.9.1943 KROATIEN DEPORTIERT 1944 BROICHER MÜHLE BONN VERSTORBEN 27.11.1944                         | Via Trieste 8 Guastalla              | Alfonso Cattania (1919–1944) |
|              | HIER WOHNTE ALDO MUNARI GEBOREN 1915 VERHAFTET 9.9.1943 KROATIEN DEPORTIERT 1943 KÖLN VERSTORBEN 16.11.1944                                             | Via Confine 5 San Rocco              | Aldo Munari (1915–1944) |
|              | HIER WOHNTE ALFREDO NOSARI GEBOREN 1922 GEFANGEN GENOMMEN 9.9.1943 DEPORTIERT 1943 STIERINGEN ERMORDET 1.10.1944                                        | Via Staffola, 37 Guastalla           | Alfredo Nosari, geboren 1922, war der jüngere Bruder von Athos Nosari. Er war in Montenegro stationiert und wurde am 9. September 1943 nach dem Waffenstillstand von Cassibile vom NS-Regime verhaftet und nach Lothringen deportiert. Er starb am 1. Oktober 1944 in Stieringen an den Folgen einer Tuberkulose.                                                                                       |
|              | HIER WOHNTE ATHOS NOSARI GEBOREN 1916 GEFANGEN GENOMMEN 9.9.1943 DEPORTIERT 1943 LUCKENWALDE ERMORDET 27.5.1944                                         | Via Staffola, 37 Guastalla           | Athos Nosari, geboren 1916, war der Bruder von Alfred Nosari. Er wurde nach dem Waffenstillstand von Cassibile in Görz am 9. September 1943 von den Deutschen verhaftet und in das Stammlager III A in Luckenwalde deportiert. Dort wurde er am 27. Mai 1944 vom NS-Regime ermordet. |
|              | HIER WOHNTE GUIDO RIVA GEBOREN 1920 VERHAFTET 8.9.1943 PINEROLO DEPORTIERT 1943 KIEL VERSTORBEN 22.5.1944                                               | Via Selna Prima 11 San Martino       | Guido Riva (1920–1944) |
|              | HIER WOHNTE FERMINO TONIATO GEBOREN 1922 GEFANGEN GENOMMEN 8.9.1943 DEPORTIERT 1943 KROATIEN DEPORTIERT 1943 ALFEN STUKENBROCK STARB 6.5.1945 CORREGGIO | Piazza Mazzini Guastalla             | Fermino Toniato wurde 1922 geboren. Er entstammte einer Familie mit 19 Kindern, die im Palazzo Ducale von Guastalla wohnte. Er war Soldat der italienischen Armee, wurde vom NS-Regime am 8. September 1943 in Istrien verhaftet und im Stalag 326 von Alfen-Stukenbrock interniert. Dort erkrankte er schwer und wurde nach Hause geschickt. Er starb am 6. Mai 1945 in einem Sanatorium in Correggio. |

### Montecchio Emilia
In Montecchio Emilia wurden vier Stolpersteine an vier Adressen verlegt.
| Stolperstein | Übersetzung | Verlegeort                                 | Name, Leben                     |
| ------------ | --- | ------------------------------------------ | ------------------------------- |
|              | HIER WOHNTE NATALINO CATELLANI GEBOREN 1913 GEFANGEN GENOMMEN 9.9.1943 GRIECHENLAND INTERNIERT 1943 STALAG VI D DORTMUND STALAG VI A HEMER ERMORDET 4.2.1944        | Strada Barco, 13 Montecchio Emilia         | Natalino Catellani (1913–1944)  |
|              | HIER WOHNTE GIUSEPPE PATRONCINI GEBOREN 1914 GEFANGEN GENOMMEN 9.9.1943 LJUBLJANA INTERNIERT 1943 STALAG III A LUCKENWALDE STALAG III D BERLIN UMGEKOMMEN 19.6.1945 | Via Ercole Franchini, 57 Montecchio Emilia | Giuseppe Patroncini (1914–1945) |
|              | HIER WOHNTE PIETRO REVERBERI GEBOREN 1924 GEFANGEN GENOMMEN SEPT. 1943 BOLOGNA INTERNIERT LEIPZIG ERMORDET 22.6.1944                                                | Via Mazzini, 54 Montecchio Emilia          | Pietro Reverberi (1924–1944)    |
|              | HIER WOHNTE ENNIO TAGLIAVINI GEBOREN 1915 GEFANGEN GENOMMEN 9.9.1943 ROM INTERNIERT 1943 STALAG XIII D NÜRNBERG ERMORDET 20.12.1944                                 | Via Felice Cavallotti, 4 Montecchio Emilia | Ennio Tagliavini (1915–1944)    |

### Novellara
In Novellara wurden acht Stolpersteine an acht Adressen verlegt.
| Stolperstein | Übersetzung | Verlegeort                                         | Name, Leben                   |
| ------------ | --- | -------------------------------------------------- | ----------------------------- |
|              | HIER WOHNTE GIACOMO BACCARANI GEBOREN 1922 VERHAFTET 8.9.1943 UDINE DEPORTIERT 1943 ZEITHAIN ERMORDET 25.11.1944                                            | Via San Bernardino, 122 · La Pinta ·               | Giacomo Baccarani (1922–1944) |
|              | HIER WOHNTE VITTORIO BUSANA GEBOREN 1906 VERHAFTET 8.9.1943 VICENZA DEPORTIERT 1943 STALAG II B HAMMERSTEIN STALAG VI D DORTMUND BOCHUM ERMORDET 26.12.1943 | Viazza San Michele, 18/B · Ecke Strada Sbarra ·    | Vittorio Busana (1906–1943)   |
|              | HIER WOHNTE GUIDO GHIACCI GEBOREN 1916 VERHAFTET 8.9.1943 DEPORTIERT 1943 STALAG V C/Z STRASSBURG ERMORDET 13.5.1944                                        | Viazzola Borgazzo, 1 · Novellara ·                 | Guido Ghiacci (1916–1944)     |
|              | HIER WOHNTE ALFREDO IOTTI GEBOREN 1921 GEFANGEN GENOMMEN 9.9.1943 DEPORTIERT 1943 ERMORDET 4.2.1945 ZEITHAIN                                                | Strada Frassinara, 11 · San Giovanni della Fossa · | Alfredo Iotti (1921–1945)     |
|              | HIER WOHNTE EFFRO LAMELLI GEBOREN 1915 GEFANGEN GENOMMEN 13.9.1943 GRIECHENLAND INTERNIERT STALAG III B FÜRSTENBERG ERMORDET 19.3.1944                      | Via Pelgreffi, 4 · San Giovanni della Fossa ·      | Effro Lamelli (1915–1944)     |
|              | HIER WOHNTE PIETRO PAPI GEBOREN 1923 GEFANGEN GENOMMEN 9.9.1943 GRIECHENLAND DEPORTIERT 1943 ERMORDET 14.3.1945 GLADBACH                                    | Viale Roma 13 · Novellara ·                        | Pietro Papi (1923–1945)       |
|              | HIER WOHNTE CARLO SEGRE' GEBOREN 1866 VERFOLGT 1938 ITALIENISCHE RASSENGESETZE FLUCHT IN DEN TOD 1939                                                       | Piazza Mazzini, 8 · Novellara ·                    | Carlo Segrè (1866–1939)       |
|              | HIER WOHNTE DANTE VECCHI GEBOREN 1923 GEFANGEN GENOMMEN 9.9.1943 DEPORTIERT 1943 TOT 6.8.1945 LAUPHEIM                                                      | Strada Santa Maria, 4 · San Maria della Fossa ·    | Dante Vecchi (1923–1945)      |

### Poviglio
| Stolperstein | Übersetzung | Verlegeort                   | Name, Leben                    |
| ------------ | --- | ---------------------------- | ------------------------------ |
|              | HIER WOHNTE RENATO BIA GEBOREN 1918 GEFANGEN GENOMMEN 8.9.1943 BOZEN INTERNIERT 1943 STALAG IV B ZEITHAIN ERMORDET 25.10.1944                                  | Via Ghidozzo, 6 · Poviglio · | Renato Bia (1918–1944)         |
|              | HIER WOHNTE PIERINO DALL'AGLIO GEBOREN 1921 GEFANGEN GENOMMEN 112.9.1943 CREMONA INTERNIERT 1943 STALAG VI C OBERLANGEN STALAG VI J DORSTEN ERMORDET 21.5.1944 | Via Burra, 6 · Poviglio ·    | Pierino Dall'Aglio (1921–1944) |

### Reggio nell’Emilia
In Reggio nell’Emilia wurden bisher 21 Stolpersteine an achtzehn Adressen verlegt.
| Stolperstein | Übersetzung | Verlegeort                              | Name, Leben |
| --- | --- | --------------------------------------- | --- |
| | HIER WOHNTE LUIGI BELLELLI GEBOREN 1924 GEFANGEN GENOMMEN 25.6.1944 SAN GIOVANNI DI QUERCIOLA DEPORTIERT ERMORDET 22.12.1944 KAHLA                                 | Via del Gattaglio, 1 Reggio nell’Emilia | Luigi Bellelli (1924–1944) |
| | HIER WOHNTE RENZO BERTANI GEBOREN 1910 VERHAFTET 8.9.1943 KRETA ERMORDET 8.2.1944                                                                                  | Via Bianchi, 2                          | Renzo Bertani |
| | HIER WOHNTE WILLIAM BERTONI GEBOREN 1926 VERHAFTET 7.8.1944 DEUTSCHES GEFÄNGNIS SASSUOLO DEPORTIERT 1944 ANSBACH TOT 18.3.1945                                     | Fogliano, Via William Bertoni           | William Bertoni |
| | HIER WOHNTE PAOLO BONVENTURA GEBOREN 1870 VERFOLGT ITALIENISCHE RASSENGESETZE 1938 VERHAFTET 4.12.1943 GEFÄNGNIS REGGIO EMILIA STARB 13.2.1944                     | Via Baruffo, 1 ·                        | Paolo Bonaventura, geboren 1870, war ein pensionierter Mathematiklehrer an höheren Schulen und ein glühender Antifaschist. Er wurde sowohl wegen seiner politischen Haltung, als auch wegen seiner jüdischen Herkunft am 4. Dezember 1943, einem Sabbat, verhaftet. Im Gefängnis von Reggio Emilia verstarb er am 13. Februar 1944. |
| Hier wohnte Ada Corinaldi, geboren 1877, verhaftet am 4.12.1943, Gefängnis von Reggio Emilia, interniert im Lager Fossoli, deportiert 1944 nach Auschwitz, ermordet am 26.2.1944         | HIER WOHNTE ADA CORINALDI GEBOREN 1877 VERHAFTET 4.12.1943 GEFÄNGNIS REGGIO EMILIA INTERNIERT LAGER FOSSOLI DEPORTIERT 1944 AUSCHWITZ ERMORDET 26.2.1944           | Viale Monte Grappa, 18 ·                | Ada Corinaldi wurde am 3. März 1877 in Reggio Emilia in eine wohlhabende Familie geboren. Ihr Vater Cesare Corinaldi war Kaufmann, ihre Mutter Elvira Ravà Grundbesitzerin. Sie hatte vier Brüder sowie eine jüngere und eine ältere Schwester, Olga und Bice. Die drei Schwestern blieben unverheiratet und wohnten komfortabel in der Viale Monte Grappa. Am Samstag, 4. Dezember 1943 wurden sie verhaftet und in den Carcere di San Tommaso verbracht. Dort nahm man vermutlich ihre Fingerabdrücke, entließ sie jedoch am folgenden Tag wieder. Sie wurden erneut verhaftet, ins Durchgangslager Fossoli gebracht und am 22. Februar 1944 ins KZ Auschwitz-Birkenau deportiert. Im November 1949 stellte das Gericht von Reggio nell’Emilia fest, dass die drei älteren Damen mit höchster Wahrscheinlichkeit am 26. Februar 1944 in den Gaskammern von Auschwitz ermordet worden waren. |
| Hier wohnte Bice Corinaldi, geboren 1883 [sic!], verhaftet am 4.12.1943, Gefängnis von Reggio Emilia, interniert im Lager Fossoli, deportiert 1944 nach Auschwitz, ermordet am 26.2.1944 | HIER WOHNTE BICE CORINALDI GEBOREN 1883 VERHAFTET 4.12.1943 GEFÄNGNIS REGGIO EMILIA INTERNIERT LAGER FOSSOLI DEPORTIERT 1944 AUSCHWITZ ERMORDET 26.2.1944          | Viale Monte Grappa, 18 ·                | Bice Corinaldi wurde am 16. Dezember 1873 in Reggio Emilia als Tochter von Cesare Corinaldi und Elvira Ravà geboren. Die Familie war wohlsituiert und verfügte auch über Grundvermögen. Bice Corinaldi hatte sechs Geschwister, darunter die Schwestern Ada (geb. 1877) und Olga (geb. 1888). Drei ihrer Brüder hatten bedeutende Funktionen in der öffentlichen Verwaltung: Mario in der Präfektur von Bologna, Guido in der Stadtverwaltung von Reggio nell’Emilia und der jüngste, Gino, war Leiter des Bauamtes der Stadt Florenz. Der vierte Bruder, Ugo Corinaldi, kümmert sich um das Familienvermögen. Die drei Schwestern blieben unverheiratet und lebten gemeinsam in der Viale Monte Grappa. An einem Sabbat im Dezember 1943 wurden sie erstmals festgenommen, schließlich wieder freigelassen, dann erneut verhaftet und über das Durchgangslager Fossoli ins KZ Auschwitz-Birkenau deportiert. Mit hoher Wahrscheinlichkeit wurden die drei älteren Damen am 26. Februar 1944 gemeinsam in der Gaskammer ermordet. |
| Hier wohnte Olga Corinaldi, geboren 1888, verhaftet am 4.12.1943, Gefängnis von Reggio Emilia, interniert im Lager Fossoli, deportiert 1944 nach Auschwitz, ermordet am 26.2.1944        | HIER WOHNTE OLGA CORINALDI GEBOREN 1883 VERHAFTET 4.12.1943 GEFÄNGNIS REGGIO EMILIA INTERNIERT LAGER FOSSOLI DEPORTIERT 1944 AUSCHWITZ ERMORDET 26.2.1944          | Viale Monte Grappa, 18 ·                | Olga Corinaldi wurde am 9. August 1888 in Reggio Emilia geboren. Sie war die Tochter des Kaufmanns Cesare Corinaldi und der Grundbesitzerin Elvira Ravà und hatte sechs Geschwister, darunter zwei ältere Schwestern: Ada (geb. 1877) und Bice (geb. 1873). Alle drei blieben unverheiratet und lebten gemeinsam in der Viale Monte Grappa. Zwei ihrer Brüder, Guido und Ugo, verstarben bereits vor Einführung der italienischen Rassegesetze in Italien im Jahr 1938. Bruder Gino arbeitete als Leiter des Bauaumtes von Florenz. Bruder Mario Corinaldi kehrte aus Bologna, wo er als Consigliere der Präfektur gewirkt hatte, nach Reggio nell’Emilia zurück, um sich um seine betagten Schwestern zu kümmern. Mario und seine Frau befanden sich auf Urlaub, als die drei Schwestern im Dezember 1943 verhaftet wurden. Das Ehepaar konnte sich schließlich unter falschem Namen in einer Klinik für nervöse Erkrankungen in Modena verstecken und so den Holocaust überleben, während Ada, Bice und Olga Corinaldi am 22. Februar 1944 ins KZ Auschwitz-Birkenau deportiert und mit hoher Wahrscheinlichkeit unmittelbar nach ihrer Ankunft am 26. Februar 1944 in der Gaskammer ermordet wurden. |
| | HIER WOHNTE GIOVANNI GANASSI GEBOREN 1911 GEFANGEN GENOMMEN 8.9.1943 GEFÄNGNIS UDINE DEPORTIERT 1943 KÖNIGSBERG ERMORDET 8.1.1945                                  | Via del Portone, 8                      | Giovanni Ganassi |
| | HIER WOHNTE ETTORE GUIDETTI JG. 1908 VERHAFTET 17.10.1943 OFFICINE MECCHANICHE VON REGGIO DEPORTIERT 1944 BUCHWENWALD ERMORDET 14.2.1945                           | Gardenia, via Antonio Piccinini         | Ettore Guidetti |
| | HIER WOHNTE LINA JACCHIA IN MELLI GEBOREN 1889 VERHAFTET 8.12.1943 GEFÄNGNIS VARESE INTERNIERT LAGER FOSSOLI DEPORTIERT 1944 AUSCHWITZ ERMORDET 26.2.1944          | Via Emilia San Pietro, 22 ·             | Lina Jacchia wurde am 29. Dezember 1889 in Venedig als Tochter von Israele Jacchia und Emma Castelfranco geboren. Am 14. Februar 1915 heiratete sie in ihrer Heimatstadt Benedetto Melli aus Modena, zog mit ihm nach Reggio nell’Emilia und führte mit ihm einen Nippes- und Textilienhandel. Das Paar hatte einen Sohn, Giorgio, geboren 1919, der nach Einführung der italienischen Rassegesetze im Jahr 1938 nicht mehr studieren durfte. Giorgio Melli ging daraufhin in die Schweiz, die Eltern wollten ihm folgen, wurden jedoch knapp vor der Grenze in Porto Ceresio verhaftet, in der Folge nach Fossoli und später nach Auschwitz-Birkenau deportiert. Dort wurden aller Wahrscheinlichkeit nach Lina Jacchia in Melli und ihr Ehemann am 26. Februar 1943 in der Gaskammer ermordet. Ihr Sohn verlor in der Folge den Verstand und verstarb 1977 im Pflegeheim Villa Santa Chiara in Verona. |
| | HIER WOHNTE IDA LIUZZI GEBOREN 1877 VERFOLGT ITALIENISCHE RASSENGESETZE 1938 VERSTECKT ALBINEA 1943 GESTORBEN 16.8.1944                                            | Via Roma, 7 ·                           | Ida Liuzzi wurde 1877 geboren. Nach der Machtübernahme der Nationalsozialisten in Italien im Jahr 1943 musste sie sich in Borzano verstecken. Sie erkrankte in ihrem Versteck, einer Scheune, konnte keine Hilfe rufen und verstarb am 16. August 1944 auf dem Holzboden der Scheune. |
| | HIER WOHNTE BENEDETTO MELLI GEBOREN 1890 VERHAFTET 8.12.1943 GEFÄNGNIS VARESE INTERNIERT LAGER FOSSOLI DEPORTIERT 1944 AUSCHWITZ ERMORDET 26.2.1944                | Via Emilia San Pietro, 22 ·             | Benedetto Melli wurde am 17. Januar 1890 in Modena als Sohn von Sammele Melli und Malvina Padova geboren. Er hatte zwei Brüder: Guido, geboren am 8. Mai 1896 in Reggio nell’Emilia, und Adolfo. Am 14. Februar 1915 heiratete er in Venedig die dort gebürtige Lina Jacchia. Das Paar ließ sich in Reggio nell’Emilia nieder, bezog eine Wohnung in der Via Emilia San Pietro und führte ganz in der Nähe eine Nippeshandlung, in der sie auch Textilien anboten. Das Paar hatte einen Sohn, Giorgio, geboren 1919. Dieser wurde nach Einführung der Rassengesetzgebung in Italien im Jahr 1938 von der Universität verwiesen und ging daraufhin in die Schweiz, um sein Studium fortzusetzen. Nach der Machtübernahme der Nationalsozialisten in Italien beschlossen die Eltern, ihrem Sohn in die Schweiz zu folgen. Sie gelangten bis Porto Ceresio in der Provinz Varese, wurden dort verhaftet, am 28. Dezember 1943 in das Gefängnis von Varese und später in das Durchgangslager Fossoli verbracht. Dort wurde Benedetto Melli zum Kapo gewählt und versuchte vergeblich, eine Namensliste aus dem Lager zu schmuggeln. Am 22. Februar 1944 wurde das Ehepaar nach Auschwitz-Birkenau deportiert und dort mit hoher Wahrscheinlichkeit am 26. Februar 1944 in der Gaskammer ermordet. Sohn Giorgio und Bruder Adolfo überlebten den Holocaust, doch war der Sohn durch den Verlust seiner Eltern derart schwer traumatisiert, dass er den Verstand verlor. Er verstarb 1977 im Pflegeheim Villa Santa Chiara in Verona. Bruder Guido, der in Modena ein ähnliches Geschäft führte, wie die Mellis in Reggio nell’Emilia, war ein überzeugter Sozialist. Ihm wurde zum Verhängnis, dass er – vor seinem eigenen Geschäft – einen ranghohen Faschisten ohrfeigte. Er wurde am 12. Dezember 1943 verhaftet, kam ins KZ Auschwitz III Monowitz und wurde dort ermordet. |
| | HIER WOHNTE GIORGIO MELLI GEBOREN 1919 VERFOLGT ITALIENISCHE RASSENGESETZE 1938 FLÜCHTLING SCHWEIZ                                                                 | Via Emilia San Pietro, 22 ·             | Giorgio Melli, geboren 1919 in Reggio nell’Emilia, war der Sohn von Benedetto Melli und Lina Jacchi, die einen Textil- und Nippesladen führten. Der junge Mann besuchte das Liceo Ariosto, durfte aber nach Einführung der italienischen Rassegesetze im Jahr 1938 nicht mehr an einer Universität seines Heimatlandes studieren. Er ging daraufhin nach Lausanne in der Schweiz, wo er ein Ingenieursstudium absolvierte. Die Eltern wollten ihm folgen, wurden jedoch knapp vor der Grenze in Porto Ceresio verhaftet und in der Folge am 26. Februar 1943 im KZ Auschwitz-Birkenau aller Wahrscheinlichkeit nach in der Gaskammer ermordet. Giorgio Melli unterrichtete noch eine Zeit lang an der Universität von Lausanne, kehrte dann nach Italien zurück, verlor ob der schweren Traumatisierung den Verstand und verstarb 1977 im Pflegeheim Villa Santa Chiara in Verona. |
| | HIER WOHNTE AROLDO MONTANARI GEBOREN 1916 VERHAFTET 23.11.1944 GEFÄNGNIS IN CIANO INTERNIERT IN BOZEN DEPORTIERT MAUTHAUSEN-GUSEN ERMORDET 20.4.1945               | Via Emilia Ospizio, 52                  | Aroldo Montanari |
| | HIER WOHNTE DANTE PADOA GEBOREN 1883 VERFOLGT ITALIENISCHE RASSENGESETZE 1938 VERSTECKT COSTABONA 1943 GESTORBEN 4.8.1944                                          | Via Umberto Cagni, 4 ·                  | Dante Padoa wurde 1883 geboren. Er wurde aufgrund der rassistischen Gesetze Italiens ab 1938 verfolgt und verlor seinen Arbeitsplatz bei der Italienischen Post. Er versteckte sich 1943 in Costabona in der Gemeinde Villa Minozzo und verstarb, als er während einer Säuberungsaktion durch die Wälder zu flüchten versuchte, am 4. August 1944 an einem Herzinfarkt. |
| | HIER WOHNTE BEATRICE RAVÀ IN RIETTI GEBOREN 1877 VERHAFTET 4.12.1943 GEFÄNGNIS REGGIO EMILIA INTERNIERT LAGER FOSSOLI DEPORTIERT 1944 AUSCHWITZ ERMORDET 26.2.1944 | Via Monzermone, 8 ·                     | Beatrice Ravà in Rietti wurde am 1. Mai 1877 in Via dell’Aquila 3 in Reggio nell’Emilia geboren. Ihr Vater, Serse Ravà, ein Tapezierer, war damals 24 Jahre alt, ihre Mutter, Clelia Mortara, 26. Sie hatte einen Bruder, Gino, der den Holocaust überlebte. Ihr Vater war bis zu seinem Tod Aufseher der Synagoge in der Via dell’Aquila, der Bruder wurde sein Nachfolger. Am 31. August 1908 heiratete sie Angelo Rietti und bezog mit ihm eine Wohnung in der Via Monzermone, im damaligen Ghetto. Das Paar hatte zwei Töchter: Iole, geboren am 22. Januar 1910, und Ilma, geboren am 9. Mai 1913. Der Ehemann verstarb am 25. Februar 1925 und in der Folge verdiente sie den Lebensunterhalt als Zimmervermieterin. Beide Töchter blieben unverheiratet und wohnten weiterhin bei ihrer Mutter. Nach der deutschen Besatzung Italiens im Jahr 1943 erging an Beatrice Ravà in Rietti die Ankündigung, das jüdisches Vermögen und Kulturgut beschlagnahmt werde. Als sie am 11. Dezember 1943 die Übernahme des Schriftstücks bestätigte, befand sie sich bereits im Carcere di San Tommaso. Gemeinsam mit ihren Töchtern war sie am Samstag, den 4. Dezember verhaftet worden. Die drei Frauen wurden über eine Zwischenstation ins Durchgangslager Fossoli verbracht und am 22. Februar 1944 ins Vernichtungslager Auschwitz deportiert, wo alle drei am 26. Februar 1944 vergast wurden. Ihr Bruder Gino konnte sich und seine Kinder Fausto und Lindo rechtzeitig in Sicherheit bringen. |
| | HIER WOHNTE ILMA RIETTI GEBOREN 1913 VERHAFTET 4.12.1943 GEFÄNGNIS REGGIO EMILIA INTERNIERT LAGER FOSSOLI DEPORTIERT 1944 AUSCHWITZ ERMORDET 26.2.1944             | Via Monzermone, 8 ·                     | Ilma Rietti, geboren am 9. Mai 1913 in Reggio nell’Emilia, war die jüngere Tochter von Beatrice Ravà in Rietti und des Tapezierers Serse Ravà. Aus dem Erhebungsbogen der Volkszählungen von 1931 und 1936 ergibt sich, dass sie zuerst als Stenotypistin arbeitet und später bei der Telefongesellschaft Telefoni Italia Media Orientale (TIMO, später SIP, heute Telecom Italia). Nach Einführung der italienischen Rassengesetzgebung 1938 verlor sie ihren Arbeitsplatz. Gemeinsam mit Mutter und Schwester wurde Ilma Rietti am 4. Dezember 1943 verhaftet und über zwei Zwischenstationen ins KZ Auschwitz-Birkenau deportiert. Bei der Selektion an der Rampe soll sie gemeinsam mit ihrer Schwester Iole für Zwangsarbeit ausgesucht worden sein. Die beiden wollten aber ihre betagte Mutter nicht alleine lassen und folglich wurden alle drei Frauen am 26. Februar 1944 in den Gaskammern ermordet. |
| | HIER WOHNTE IOLE RIETTI GEBOREN 1910 VERHAFTET 4.12.1943 GEFÄNGNIS REGGIO EMILIA INTERNIERT LAGER FOSSOLI DEPORTIERT 1944 AUSCHWITZ ERMORDET 26.2.1944             | Via Monzermone, 8 ·                     | Iole Rietti, geboren am 22. Januar 1910 in Reggio nell’Emilia, war die ältere Tochter von Beatrice Ravà in Rietti und des Tapezierers Serse Ravà. Aus dem Erhebungsbogen der Volkszählung 1936 ergibt sich, dass sie Hausfrau war. Dort ist auch ihre Zugehörigkeit zur razza ebraica, zur „jüdischen Rasse“ vermerkt. Gemeinsam mit Mutter und Schwester wurde Iole Rietti am 4. Dezember 1943 verhaftet und über zwei Zwischenstationen ins KZ Auschwitz-Birkenau deportiert. Bei der Selektion an der Rampe soll sie gemeinsam mit ihrer Schwester Ilma für Zwangsarbeit ausgesucht worden sein. Die beiden wollten aber ihre betagte Mutter nicht alleine lassen und folglich wurden alle drei Frauen am 26. Februar 1944 in den Gaskammern ermordet. |
| | HIER WOHNTE ADOLFO ROSSI GEBOREN 1924 VERHAFTET 8.9.1943 VERONA DEPORTIERT 1943 STALAG XI B EMMERTHAL HAMELN ERMORDET 18.4.1944                                    | Via Oliviero Ruozzi, 25                 | Adolfo Rossi |
| | HIER WOHNTE MARIO SGUAZZINI JG. 1911 VERHAFTET 10.9.1943 ATHEN DEPORTIERT 1943 HAMBURG STARB 18.6.1944                                                             | Viale Risorgimento, 7                   | Mario Sguazzini |
| | HIER WOHNTE ORESTE SINIGAGLIA GEBOREN 1881 VERHAFTET 2.12.1943 GEFÄNGNIS REGGIO EMILIA INTERNIERT LAGER FOSSOLI DEPORTIERT 1944 AUSCHWITZ ERMORDET 26.2.1944       | Via Monzermone, 10 ·                    | Oreste Sinigaglia, geboren am 11. Dezember 1881 in Mailand, war der Sohn von Angelo Sinigaglia. Der Name seiner Mutter ist nicht bekannt. Er war Möbelhändler und kam laut Melderegister am 24. August 1904 von Viadana nach Reggio nell’Emilia. Am 10. November desselben Jahres heiratete er Alice Liuzzi und bezog eine Wohnung in der Via Monzerone. Das Paar hatte zwei Kinder: Elvira und Cesare (1906–1954). Er führte jahrzehntelang ein angesehenes Geschäft in der Via dell’Aquila, bis er am 2. Dezember 1943 von der SS verhaftet und ins Durchgangslager Fossoli verbracht wurde. Das Schicksal von Frau und Tochter ist ungeklärt. Am 22. Februar 1944 folgte die Deportation ins Vernichtungslager Auschwitz, im Transport N. 8 gemeinsam mit 649 weiteren Opfern, wo Oreste Sinigaglia am 26. Februar 1944 ermordet wurde. |

### Rio Saliceto
In Rio Saliceto wurden zwei Stolpersteine an einer Adresse verlegt.
| Stolperstein | Übersetzung | Verlegeort                       | Name, Leben                  |
| ------------ | --- | -------------------------------- | ---------------------------- |
|              | HIER WOHNTE BRUNO FRIGGERI GEBOREN 1912 GEFANGEN GENOMMEN 24.9.1943 FIUME INTERNIERT 1943 STALAG VI C BATHORN STALAG VI A HEMER ERMORDET 4.3.1944    | Via San Lodovico 56 Rio Saliceto | Bruno Friggeri (1912–1944)   |
|              | HIER WOHNTE DELMINO FRIGGERI GEBOREN 1919 GEFANGEN GENOMMEN 8.9.1943 ROM INTERNIERT 1943 STALAG I F SUDAUEN STALAG VIII A GÖRLITZ ERMORDET 26.5.1944 | Via San Lodovico 56 Rio Saliceto | Delmino Friggeri (1919–1944) |

### Rolo
In Rolo wurden zwei Stolpersteine verlegt.
| Stolperstein | Übersetzung | Verlegeort               | Name, Leben                  |
| ------------ | --- | ------------------------ | ---------------------------- |
|              | HIER WOHNTE GIUSEPPE CORRADI GEBOREN 1922 DEPORTIERT 1943 PINEROLO INTERNIERT 1943 STALAG III A LUCKENWALDE STALAG IX C BAD SULZA MITTELBAU-DORA ERMORDET 26.4.1944 | Via Roma, 60 Rolo        | Giuseppe Corradi (1922–1944) |
|              | HIER WOHNTE NICOLA NEGRI GEBOREN 1921 GEFANGEN GENOMMEN 9.9.1943 PATRAS INTERNIERT 1943 BERLIN TOT 22.11.1945 MILITÄRSPITAL BOLOGNA                                 | Via Campogrande, 56 Rolo | Nicola Negri (1921–1945)     |

### Rubiera
In Rubiera wurde ein Stolperstein verlegt.
| Stolperstein | Übersetzung | Verlegeort              | Name, Leben                       |
| ------------ | --- | ----------------------- | --------------------------------- |
|              | HIER WOHNTE VALENTINO PARMIGGIANI GEBOREN 1923 GEFANGEN GENOMMEN 8.9.1943 GRIECHENLAND INTERNIERT 1943 STALAG IIB HAMMERSTEIN STALAG VI DORTMUND ERMORDET 25.5.1944 | Via Fontana, 86 Rubiera | Valentino Parmiggiani (1923–1944) |

### Sant’Ilario d’Enza
IN Sant’Ilario d’Enza wurden acht Stolpersteine an acht Adressen verlegt.
| Stolperstein | Übersetzung | Verlegeort                     | Name, Leben       |
| ------------ | --- | ------------------------------ | ----------------- |
|              | HIER WOHNTE REMO BERTANI JG. 1921 VERHAFTET 1944 SITZ DES SD PARMA DEPORTIERT 1944 LAGER BOZEN MAUTHAUSEN-GUSTEN ERMORDET 23.4.1945                     | Via Elio Manzotti, 13          | Remo Bertani      |
|              | HIER WOHNTE CARLO BRAGLIA JG. 1921 VERHAFTET 22.11.1944 SITZ DES SD PARMA DEPORTIERT 1944 LAGER BOZEN MAUTHAUSEN-GUSTEN TOT 15.4.1946 SANT’ILARIO       | Via Matteotti, 16              | Carlo Braglia     |
|              | HIER WOHNTE ARONNE MACCARI JG. 1915 VERHAFTET 16.11.1944 SITZ DES SD PARMA DEPORTIERT 1944 LAGER BOZEN MAUTHAUSEN-GUSTEN GEORGENMÜHLE ERMORDET 2.4.1945 | Via Montello, 46               | Aronne Maccari    |
|              | HIER WOHNTE BRUNO MAGNANI JG. 1917 VERHAFTET 15.11.1944 KASERNE DER CARABINIERI SANT’ILARIO SITZ DES SD PARMA ERMORDET 16.11.1944                       | Via Val d’Enza, 68             | Bruno Magnani     |
|              | HIER WOHNTE ARONNE OLIVA JG. 1921 VERHAFTET 2.10.1944 SITZ DES SD PARMA DEPORTIERT 1944 LAGER BOZEN MAUTHAUSEN-GUSTEN ERMORDET APRIL 1945               | Via Val d’Enza, 108            | Aronne Oliva      |
|              | HIER WOHNTE ARNALDO PASTARINI JG. 1924 VERHAFTET 4.11.1944 SITZ DES SD PARMA DEPORTIERT 1944 LAGER BOZEN FLOSSENBÜRG ERMORDET 14.3.1946 OBERTRAUBLING   | Calerno, Via Emilia XXV Iuglio | Arnaldo Pastarini |
|              | HIER WOHNTE ROLANDO ROSI JG. 1921 VERHAFTET 22.11.1944 SITZ DES SD PARMA DEPORTIERT 1944 LAGER BOZEN MAUTHAUSEN-GUSTEN ERMORDET 24.2.1945               | Via Imperiale, 21              | Rolando Rosi      |
|              | HIER WOHNTE BRUNO VELOCI JG. 1921 VERHAFTET 1944 SITZ DES SD PARMA DEPORTIERT 1944 LAGER BOZEN MAUTHAUSEN-GUSTEN ERMORDET 20.4.1945                     | Via Roma, 20                   | Bruno Veloci      |

### Scandiano
in Scandiano wurden zwei Stolpersteine an zwei Adressen verlegt.
| Stolperstein | Übersetzung | Verlegeort                      | Name, Leben                     |
| ------------ | --- | ------------------------------- | ------------------------------- |
|              | HIER WOHNTE GUGLIELMO CORRADINI GEBOREN 1896 EXIL 1922 FRANKREICH SPANIENKÄMPFER INTERNIERT 1939 ARGELES, GURS DEPORTIERT 1941 MAUTHAUSEN ERMORDET 11.8.1941 | Piazza Spallanzani, 9 Scandiano | Guglielmo Corradini (1896–1941) |
|              | HIER WOHNTE GUELFO FERRARI GEBOREN 1915 VERHAFTET 17.9.1943 SCANDIANO INTERNIERT STALAG IIIB BERLIN ERMORDET 25.4.1944 PERLEBERG                             | Via Ubersetto, 33 Cà de Caroli  | Guelfo Ferrari (1915–1944)      |

### Toano
In Toano wurden sieben Stolpersteine an sechs Stellen verlegt.
| Stolperstein | Übersetzung | Verlegeort                          | Name, Leben                       |
| ------------ | --- | ----------------------------------- | --------------------------------- |
|              | HIER WOHNTE DOMENICO B. DEBBIA GEBOREN 1900 VERHAFTET 18.12.1943 DEPORTIERT AUSCHWITZ RAVENSBRÜCK BEFREIT                                                                  | Via Strozzi, 9                      | Domenico Beniamino Debbia (1900–) |
|              | HIER WOHNTE AGOSTINO IBATICI GEBOREN 1909 GEFANGEN GENOMMEN 4.8.1944 CONSORZIO AGRARIO CERREDOLO INTERNIERT LAGER FOSSOLI DEPORTIERT 1944 KAHLA, ERFURT ERMORDET 31.3.1945 | Cerredolo di Toano loc. La Valle    | Agostino Ibatici (1909–1945)      |
|              | HIER WOHNTE RENZO MONTECROCI GEBOREN 1919 GEFANGEN GENOMMEN 9.9.1943 BRENNER DEPORTIERT 1943 HAMBURG GESTORBEN 27.7.1944                                                   | Via Pala n. 19, Corneto di Toano    | Renzo Montecroci (1919–1944)      |
|              | HIER WOHNTE AURELIO RIGHI GEBOREN 1896 GEFANGEN GENOMMEN 1.8.1944 CONSORZIO AGRARIO CERREDOLO INTERNIERT LAGER FOSSOLI DEPORTIERT 1944 KAHLA ERMORDET 17.2.1945            | Corbella di Cerredolo               | Aurelio Righi (1896–1945)         |
|              | HIER WOHNTE LINO RIGHI GEBOREN 1907 GEFANGEN GENOMMEN 1.8.1944 CONSORZIO AGRARIO CERREDOLO INTERNIERT LAGER FOSSOLI DEPORTIERT 1944 KAHLA ERMORDET 30.12.1944 STUKENBROCK  | Corbella di Cerredolo               | Lino Righi (1907–1944)            |
|              | HIER WOHNTE ROMANO RIGHI GEBOREN 1919 GEFANGEN GENOMMEN 9.9.1943 BRENNER DEPORTIERT 1943 HAMBURG GESTORBEN 27.7.1944                                                       | Cisana                              | Romano Righi (1919–1944)          |
|              | HIER WOHNTE CELSO RUFFALDI GEBOREN 1902 GEFANGEN GENOMMEN 1.8.1944 CONSORZIO AGRARIO CERREDOLO INTERNIERT LAGER FOSSOLI DEPORTIERT 1944 KAHLA ERMORDET 22.1.1945           | Cerrodolo di Toano loc. La Corbella | Celso Ruffaldi (1902–1945)        |

### Vetto
In Vetto wurde ein Stolperstein verlegt.
| Stolperstein | Übersetzung | Verlegeort                | Name, Leben                      |
| ------------ | --- | ------------------------- | -------------------------------- |
|              | HIER WOHNTE DOMENICO GIANSOLDATI GEBOREN 1923 GEFANGEN GENOMMEN 3.8.1943 ROSANO DEPORTIERT 1944 KAHLA ERMORDET 22.12.1944 | Via Rosano, 21 · Rosano · | Domenico Giansoldati (1923–1944) |

### Villa Minozzo
In Villa Minozzo wurden acht Stolpersteine an acht Stellen verlegt.
| Stolperstein | Übersetzung | Verlegeort                                      | Name, Leben                     |
| ------------ | --- | ----------------------------------------------- | ------------------------------- |
|              | HIER WOHNTE FLAMINIO BERTINI GEBOREN 1905 GEFANGEN GENOMMEN JULI 1944 INTERNIERT IN FOSSOLI DEPORTIERT 1944 KAHLA ERMORDET 26.1.1945 | Carù, Via Laneto, 10 Villa Minozzo              | Flaminio Bertini (1905–1945)    |
|              | HIER WOHNTE DOMENICO BORGHI GEBOREN 1906 VERHAFTET 1944 INTERNIERT IN FOSSOLI DEPORTIERT KAHLA, ERFURT ERMORDET 25.3.1945            | loc. Carniana, Via San Matteo, 1                | Domenico Borghi                 |
|              | HIER WOHNTE GINO DONADELLI GEBOREN 1904 VERHAFTET 4.8.1944 INTERNIERT IN FOSSOLI DEPORTIERT KAHLA ERMORDET 18.3.1945                 | loc. Carniana, Via San Matteo, 36               | Gino Donadelli                  |
|              | HIER WOHNTE PIETRO FARIOLI GEBOREN 1906 GEFANGEN GENOMMEN 31.7.1944 INTERNIERT IN FOSSOLI DEPORTIERT 1944 KAHLA ERMORDET 4.12.1944   | Minozzo, Via Triglia, 10 Villa Minozzo          | Pietro Farioli (1906–1944)      |
|              | HIER WOHNTE AMEDEO GAZZOTTI GEBOREN 1911 GEFANGEN GENOMMEN JULI 1944 INTERNIERT IN FOSSOLI DEPORTIERT 1944 KAHLA ERMORDET 22.1.1945  | Costabona, Via Ca' del Monte, 34 Villa Minozzo  | Amedeo Gazzotti (1911–1945)     |
|              | HIER WOHNTE DANTE ADAMO GILIOLI GEBOREN 1899 GEFANGEN GENOMMEN AUGUST 1944 CARNIANA DEPORTIERT 1944 KAHLA ERMORDET 9.1.1945          | Loc. Carniana, Via del Monticello Villa Minozzo | Dante Adamo Gilioli (1899–1945) |
|              | HIER WOHNTE AGOSTINO PIGONI GEBOREN 1893 VERHAFTET 30.7.1944 INTERNIERT IN FOSSOLI DEPORTIERT KAHLA ERMORDET APRIL 1945              | loc. Rocca di Carniana, Via La Rocca, 23        | Agostino Pigoni                 |
|              | HIER WOHNTE GUIDO TACCHINI GEBOREN 1892 VERHAFTET AUGUST 1944 INTERNIERT IN FOSSOLI DEPORTIERT 1944 KAHLA ERMORDET 23.4.1945         | Loc. Minozzo, Via la Rocca, 20                  | Guido Tacchini                  |

## Verlegedaten

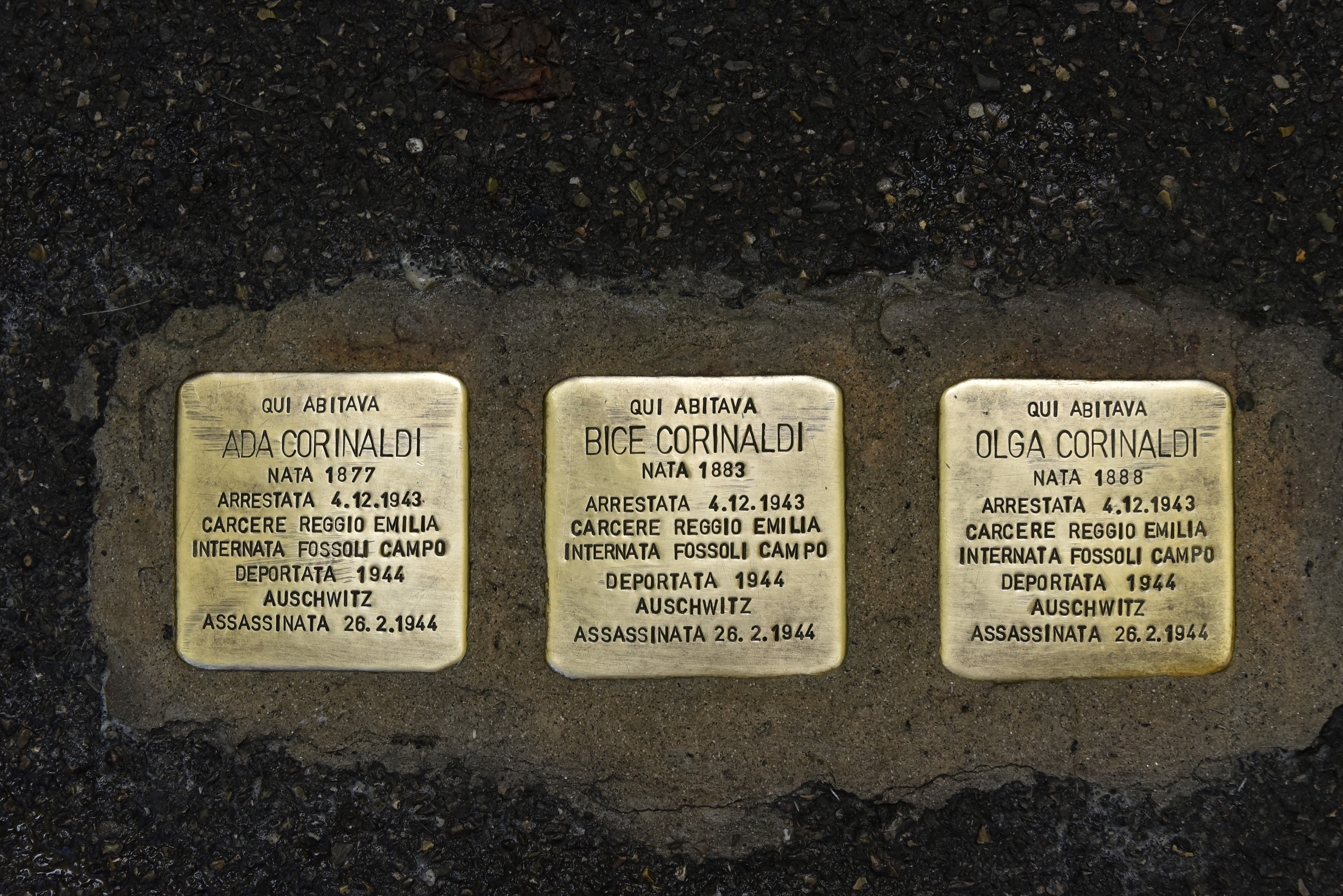
Stolpersteine für drei ältere Damen der Familie Corinaldi, die vom NS-Regime in Auschwitz vergast wurden, Reggio nell’Emilia 2015

Die Stolpersteine in der Emilia-Romagna wurden von Gunter Demnig persönlich an folgenden Tagen verlegt:
- 9. Januar 2015: Correggio (Piazza di San Quirino 4b) und Reggio nell’Emilia (Via Emilia San Pietro 22, Viale Monte Grappa 18, Via Monzermone 8 und 10)
- 13. Januar 2016: Castelnovo ne’ Monti (Via I° Maggio 2, Via Roma 80, Via Umberto Monti 9, Vicolo Costole), Correggio (Via Mandrio), Reggio nell’Emilia (Via Baruffo 1, Via Roma 7, Via Umberto Cagni 4)[35], Sant’Ilario d’Enza
- 14. Januar 2017: Reggio nell’Emilia (Via Antonio Piccinini (Gardenia), Via del Portone 8, Viale Risorgimento 7, Via William Bertoni (Fogliano))
- 15. Januar 2017: Cadelbosco di Sopra, Castelnovo ne’ Monti (Isolato Maestá 3), Fariolo, Gombio, Guastalla
- 18. Januar 2019: Sant’Ilario d’Enza (Via Emilia XXV Iuglio)
- 20. Januar 2020: Villa Minozzo
- 22. Januar 2020: Novellara (Piazza Mazzini 8; Via San Bernardino 122; Viazza San Michele 18/B; Viazzola Borgazzo 1)
- 25. Januar 2020: Reggio nell’Emilia (ROSSI)
- 27. Januar 2020: Reggio nell’Emilia (Via Emilia Ospizio, 52)
- 29. Januar 2020: Reggio nell’Emilia (Via Bianchi, 2)
- 27. Januar 2021: Novellara (Strada Santa Maria, 4; Viale Roma 13)
- 30. April 2021: Baiso (Via Montecasale, 18)
- 31. Mai 2021: Novellara (Strada Frassinara, 11)
- 1. Juni 2021: Villa Minozzo (Via Ca' del Monte 34; Via Laneto 10; Via Triglia, 10)
- 2. Juni 2021: Baiso (Via Borgo di Levizzano, 1; Via Gavia, 6, località Gavia)
- 3. Juni 2021: Bagnolo in Piano (Via Beviera, 28)
- 27. Januar 2022: Novellara (Via Pelgreffi, 4)
- 20. April 2022: Rubiera[36]
- 23. April 2022: Bagnolo in Piano, Gualtieri (Via Magnano, 4; Via Ponte Portine, 28/24)
- 29. April 2022: Bibbiano (Via Fratelli Corradini, 15)[37]
- 30. April 2022: Baiso (Località Casale, 46; Via Montecasale, 18)
- 4. Mai 2022: Villa Minozzo (Loc. Carniana, Via del Monticello)
- 20. April 2022: Rio Saliceto
- 27. Januar 2023: Reggio nell’Emilia (Via del Gattaglio, 1)
- 19. Januar 2024 Montecchio Emilia (Strada Barco, 13; Via Ercole Franchini, 57; Via Felice Cavallotti, 4)
- 22. Januar 2024: Bibiano (Via Venturi, 40)
- 23. Januar 2024: Bagnolo in Piano (Via Beviera, 44; Via Martiri di Bagnolo), Cadelbosco di Sopra (Sesso)
- 24. Januar 2024: Correggio (Via Carpi Vecchia, 6; Via Carletti, 50)
- 25. Januar 2024: Poviglio (Via Ghidozzo, 6)
- 31. Januar 2024: Vetto
- 2. Februar 2024: Gualtieri (Via Pieve, 66), Rolo
- 20. Januar 2025: Bibiano (Via Sauro, 15), Montecchio Emilia (Via Mazzini, 54)
- 21. Januar 2025: Gualtieri (Via Prati, 10)
- 22. Januar 2025: Poviglio (Via Burra, 6)
- 24. Januar 2025: Casina, Quattro Castella (Via Giotto, 5)
- 25. Januar 2025: Bagnolo in Piano (Via Roma, 11)
- 29. Januar 2025: Casalgrande
- 30. Januar 2025: Corregio (Via Centododici, 3)

Zur Verlegung der Stolpersteine für die REIMAHG-Opfer Anselmo Guidi, Renato Guidi und Pierino Ruffini (alle aus Castelnovo ne' Monti) sowie Roberto Carlini (aus Gombio) reisten eigens Claudia Nissen-Roth, die Bürgermeisterin von Kahla, und Markus Gleichmann vom Geschichts- und Forschungsverein Walpersberg an.